# Dyresamfund
Dyresamfundet består af de dyrearter, der forekommer naturligt i en bestemt biotop, for eksempel i en højmose eller i en bøgeskov. Når arterne betragtes som samfund, ligger der også det i det, at de er gensidigt afhængige af hinanden. De danner en bevægelig, men gensidigt afbalancerende homøostase.